# Jonathan (Computerspiel)
Jonathan ist ein Computerspiel des deutschen Publishers Software 2000. Das Adventure verbindet den Alltag eines gehbehinderten Studenten in einer süddeutschen Kleinstadt mit Elementen des Horrors und keltischer Mythologie.

## Handlung
Jonathan spielt in den späten 1980er-Jahren in der fiktiven deutschen Kleinstadt Kronstadt, die Memmingen nachempfunden ist, und in deren Umgebung. Der Spieler übernimmt die Rolle des titelgebenden Studenten Jonathan Bedonn, eines jungen Mannes, der nach einem Autounfall seit elf Jahren auf einen Rollstuhl angewiesen ist und zeitweise über schwach ausgeprägte telekinetische Fähigkeiten verfügte. In Kronstadt gehen seltsame Dinge vor sich: Honorige Bürger geben sich Gewaltexzessen oder sexuellen Ausschweifungen hin und die Suizidrate ist in jüngster Zeit sprungartig angestiegen. Gleichzeitig hat Jonathan Alpträume von Kriegen, gewaltigen Bränden, Vertreibung und Flucht und von einer uralten, bösen Macht, die versucht, die Menschheit zu unterjochen. Außerdem träumt er von einem alten Buch, das bei einem Trödelhändler ausliegt und das ihm im Traum als wichtig für seine Zukunft vorkommt und das er später in der Realität findet.
Die böse Macht stellt sich als keltische Gottheiten heraus, die sich nach langer Verbannung daran gemacht haben, die Erde zu unterjochen. Jonathan muss sich einer mythischen, zum Leben erwachten Figur namens „Der dunkle Läufer“ entgegenstellen, um das Grauen abzuwenden. Hilfe findet er sowohl in seinen Freunden als auch in dem Buch, das sich als Grimoire herausstellt und ihn Aspekte keltischer Magie lehrt.

## Spielprinzip und Technik
Jonathan ist ein Hybrid aus Text- und Point-and-Click-Adventure. Während das Spielgeschehen in Textform dargestellt und durch Bilder illustriert wird, erfolgt die Steuerung durch Icons, die der Spieler mit der Maus anklickt. Mithilfe der Icons kann der Spieler innerhalb der Spielwelt navigieren, mit NPCs interagieren oder Gegenstände manipulieren. Eine Besonderheit des Spiels ist, dass die Behinderung Jonathans in die Spielmechanik eingearbeitet ist – der Spieler kann sich nur innerhalb der Stadt und auch dort nur begrenzt bewegen; zum Erreichen weit entfernter oder nicht barrierefreier Orte ist er auf die Hilfe seiner Freunde angewiesen. Es gibt zwölf Personen, die Jonathan unterstützen können. Diese führen dabei ein eigenes Leben und sind entsprechend zu unterschiedlichen Zeiten an unterschiedlichen Orten anzutreffen. Besuchbare Orte gibt es etwa 80 im Spiel. Das Städtchen Kronstadt wird inklusive Jonathans Freunden von etwa 60 Personen bevölkert.
Ein wichtiger Aspekt im Spiel ist die Zeit. Es ist in elf Tage eingeteilt, an denen das Böse nach und nach stärker wird. Jonathan muss an jedem Tag zu bestimmten Tageszeiten bestimmte Aufgaben erfüllen, um die Zeit zur nächsten Tageszeit bzw. zum nächsten Tag fortschreiten zu lassen. Am elften Tag hat Jonathan entweder eine Möglichkeit herausgefunden, den Göttern erfolgreich entgegenzutreten, oder das Spiel wird als verloren gewertet. Während der elf Tage gibt es durch ungeschicktes Agieren Möglichkeiten, ein vorzeitiges, negatives Spielende herbeizuführen. Das Spiel ist aber so gestaltet, dass es nicht in einen unlösbaren Zustand gerät, es ist also unabhängig von den Handlungen des Spieles jederzeit möglich, durch Weiterspielen zu einem positiven oder negativen Ende zu gelangen.
Die Bilder des Spiels sind teils handgezeichnet, andere basieren auf Fotos von Häusern, Personen und anderen Motiven aus Memmingen oder Ausschnitten aus Fernsehserien oder Kinofilmen und wurden per Hand nachbearbeitet. Zum Teil sind die Bilder animiert. An klanglicher Untermalung gibt es eine Titelmelodie sowie im Spiel selbst die Handlung untermalende Klangeffekte.

## Produktionsnotizen
Jonathan ist eines von acht Spielen, die der Publisher Software 2000 als „Artventure“ betitelte, wodurch auf eine hohe Qualität der so bezeichneten Adventures hingewiesen werden sollte. Drei dieser Spiele, neben Jonathan noch Holiday Maker (1988) und Die Stadt der Löwen (1989), stammen vom Entwicklerstudio Phoenics, das bis 1989 noch als PM Entertainment firmierte. Die Entwicklung von Jonathan war für die Heimcomputer-Spielebranche extrem langwierig. Anderthalb Jahre nach der Veröffentlichung von Stadt der Löwen wurde der Presse eine spielbare Version präsentiert, bis zur Veröffentlichung dauerte es aber nochmals knapp zwei Jahre. Grund für die Verzögerungen war unter anderem das Ausscheiden des ursprünglichen Programmierers aus dem Team.
Die Motive, die den Grafiken von Jonathan zugrunde liegen, stammen aus Memmingen. Die süddeutsche Mittelstadt mit ihren teils aus dem 14. und 15. Jahrhundert stammenden Gebäuden ist die Heimat der Programmierer des Spiels. Anstelle eines technischen Kopierschutzes greift Jonathan auf eine Abfrage von Inhalten des Handbuchs zurück: Einmal pro Tag muss der Spieler ein auf dem Bildschirm erscheinendes Symbol mit Symbolen im Handbuch abgleichen und erhält als Ergebnis einen Buchstaben; die Buchstaben aller Spieltage kombiniert ergeben ein Codewort für das Finale des Spiels. Der Spielverpackung lagen neben dem Handbuch, das die Kopierschutzabfrage enthielt, noch ein Poster sowie eine Beilage der fiktiven Tageszeitung Kronstädter Nachrichten mit dem TV-Programm bei, das im Spiel angeschaut werden kann und das zum Teil Hinweise für die Spiellösung liefert.
Die Version für MS-DOS, die zwei Monate nach der Amiga-Version erschien, wurde von Andreas Niedermeier programmiert. Der Münchner Programmierer kam vom Adventure-Spezialisten Weltenschmiede und war später für Software 2000 an der Entwicklung der Spieleserie Bundesliga Manager beteiligt.
Ein Nachfolgespiel namens Sahara, in dem sich der Spieler in der nordafrikanischen Wüste auf die Suche nach einer mythischen Goldkarawane macht, war seitens Phoenics in Planung, wurde aber nie realisiert.

## Rezeption
Der Amiga Joker wertete, Jonathan sei schöner, umfangreicher und „spielbarer“ als die beiden Vorgängerspiele Holiday Maker und Die Stadt der Löwen und reiche in seiner Komplexität an Textadventures heran. Rezensent Michael Labiner lobte dabei Grafiken in „gewohnt beeindruckender (...) Perfektion“ und Texte „so packend wie ein Buch von Stephen King“. Die PC Games stellte heraus, dass der Befehlsumfang des Spiels recht rudimentär sei, dass durch die Möglichkeit der Kommunikation via Telefon aber die Komplexität des Spielprinzips gesteigert würde. Das Magazin kritisierte die Unterteilung des Spiels in Tageszeiten als „unkonventionell und unrealistisch“ und monierte Logikfehler im Aufbau der Rätsel. Story und Atmosphäre des Spiels wurden hingegen gelobt; sie vermittelten ein „Höchstmaß an gewissem wohligen Unbehagen“. Für die PC Player fand Rezensent Boris Schneider-Johne primär Negatives: Die Benutzeroberfläche sei eigenwillig und wolle „erst mal durch Handbuchstudium verstanden sein“, die Handlung sei eine Mischung aus „Autorenfilm, (...) Lindenstraße und Schulmädchen-Report“ und werde von Unlogik regiert, und der Kopierschutz sei lästig. In Summe sei das Spiel „Blödsinn“. Die Play Time wies darauf hin, dass die textlichen Beschreibungen des Spielgeschehens an einer Stelle ohne Vorwarnung temporär ins nicht Jugendfreie abgleiten. Das Magazin lobte die Komplexität des Spiels, eine „logische Konzeption (und) beispielhafte Benutzerführung“ sowie eine „starke und einfühlsame Musikuntermalung“.